# 大楽寺 (常総市)
蓮台山凉池院大楽寺(だいがくじ)は、茨城県常総市水海道橋本町にある浄土宗の寺院。平安時代末期の創建で、860年ほどの歴史を持つ。
学校法人大楽寺学園として、認定こども園みつかいどうを設置している。

## 著名人の墓所
境内には小林蔵六・玉潤の供養碑、不二講の行者として有名な鈴木頂行の碑など水海道で活躍した人々の顕彰碑や供養碑もある。

## 所在地・アクセス
茨城県常総市水海道橋本町3346
関東鉄道常総線の水海道駅から徒歩8分

## 近在の施設
- 五木宗レンガ蔵
- 江戸屋薬舗
- 旧製糸工場レンガ塀
- 茨城百景の碑

## その他
2015年(平成27年)9月10日の東日本豪雨では寺が高台にあるため近隣住民、檀家の人たちなど100人ほどの避難民を受け入れた。1938年(昭和13年)の鬼怒川決壊の際にも避難民を受け入れている